# Saarijärvi (sjö i Finland, Lappland, lat 66,67, long 27,27)
Saarijärvi är en sjö i Finland. Den ligger i kommunen Kemijärvi i landskapet Lappland, i den norra delen av landet, 700 km norr om huvudstaden Helsingfors. Saarijärvi ligger 174 meter över havet. Den är 2,48 meter djup. Arean är 65,5 hektar och strandlinjen är 6,97 kilometer lång. Sjön  ingår i Kemi älvs huvudavrinningsområde. 